# Aclastus alacris
Aclastus alacris là một loài tò vò trong họ Ichneumonidae.